# Ernst Vettori
Ernst Vettori (* 25. června 1964, Hall in Tirol) je bývalý rakouský skokan na lyžích. Byl členem klubu HSV Absam.
Ve světovém poháru debutoval v roce 1981, první závod vyhrál v prosinci 1984 v Oberstdorfu. Během své kariéry zvítězil v patnácti závodech SP, v celkovém hodnocení byl nejlépe druhý v sezónách 1985/86, 1986/87 a 1989/90. V letech 1986 a 1987 vyhrál Turné čtyř můstků. V roce 1982 se stal juniorským mistrem světa. Na mistrovství světa v klasickém lyžování 1991 získal zlato v týmové soutěži. Na olympiádě 1992 byl olympijským vítězem na středním můstku a pomohl Rakušanům ke druhému místu v týmové soutěži.
V roce 1991 obdržel Holmenkollmedaljen a o rok později zlatou medaili Čestného odznaku Za zásluhy o Rakouskou republiku. V roce 1994 ukončil aktivní kariéru, působí jako manažer Rakouského lyžařského svazu. Jeho manželkou je bývalá sjezdařka Sieglinde Winklerová.